# آبدانک
آبدانک، روستایی است از توابع بخش قاهان شهرستان جعفرآباد در استان قم ایران.

## جمعیت
این روستا در دهستان قاهان قرار دارد و براساس سرشماری مرکز آمار ایران در سال ۱۳۸۵، جمعیت آن 8 نفر (3خانوار) بوده‌است.<ref>
نام دهیارآن کور بایرام میباشد